# レサエナの戦い
レサエナの戦いまたはレサイナの戦いは、243年、現在のトルコのジェイランプナル付近で、皇帝ゴルディアヌス3世と近衛隊長官ティメシテウス率いるローマ帝国軍が、シャープール1世時代のサーサーン朝の軍を破った戦い。 

## 背景
ゴルディアヌス3世は、ハトラ、ニシビス、カッラエの再征服を目指し東方遠征をおこなった。これらの地域はシャープール1世の父アルダシール1世が、ローマ帝国の3世紀の危機の内乱に乗じて奪ったものだった。

## その後
サーサーン朝軍を破ったローマ軍はニシビスとシンガラを回復し、ハブール川からユーフラテス川へ向かい、クテシフォン征服を狙った。しかし244年、ローマ軍はミシケの戦いで敗北し、ゴルディアヌス3世は戦死あるいは戦後に暗殺された。